# Ashton Villa
Ashton Villa är en historisk byggnad i staden Galveston i Texas vilken är listad som National Register of Historic Places och som ett historiskt landmärke i Texas.
Översten James Moreau Brown började bygga huset 7 januari 1859. Browns fru, Rebecca Ashton, döpte huset efter sin anfader löjtnant Isaac Ashton, som var en hjälte i det amerikanska frihetskriget.
Husets centrala läge gjorde att Sydstatsarmén använde huset som högkvarter och styrde stadens försvar därifrån under amerikanska inbördeskriget ända till staden intogs av USA (Nordstatsarmén) 19 juni 1865. Byggnaden är känd för Juneteenth (teleskopord för June nineteenth, 19 juni) för frigivandet av de sista slavarna i Texas.
Frigivandet av de sista slavarna i Texas skedde i Galveston. USA:s general Gordon Granger intog staden 19 juni 1865, ställde sig på husets balkong och gav order om att slavarna skulle släppas. 

“General Order No. 3”:
The people of Texas are informed that, in accordance with a proclamation from the Executive of the United States, all slaves are free. This involves an absolute equality of personal rights and rights of property between former masters and slaves, and the connection heretofore existing between them becomes that between employer and hired labor. The freedmen are advised to remain quietly at their present homes and work for wages. They are informed that they will not be allowed to collect at military posts and that they will not be supported in idleness either there or elsewhere.
Översättning: 
"Folket i Texas blir härmed informerade om att, i enlighet med en proklamation från Förenta staternas regering, alla slavar är fria. Detta innebär en absolut jämställdhet av personliga rättigheter och äganderätt mellan tidigare slavägare och slavar och den förbindelse som hittills funnits mellan dem blir nu mellan arbetsgivare och anställd arbetskraft. De befriade rekommenderas att i stillsamhet stanna kvar på sin nuvarande plats som anställda med lön. De informeras om att de inte får söka sig till militärtjänst och att dagdriveri inte kommer att stödjas, varken på plats eller annorstädes."

Bilder på husets fasad
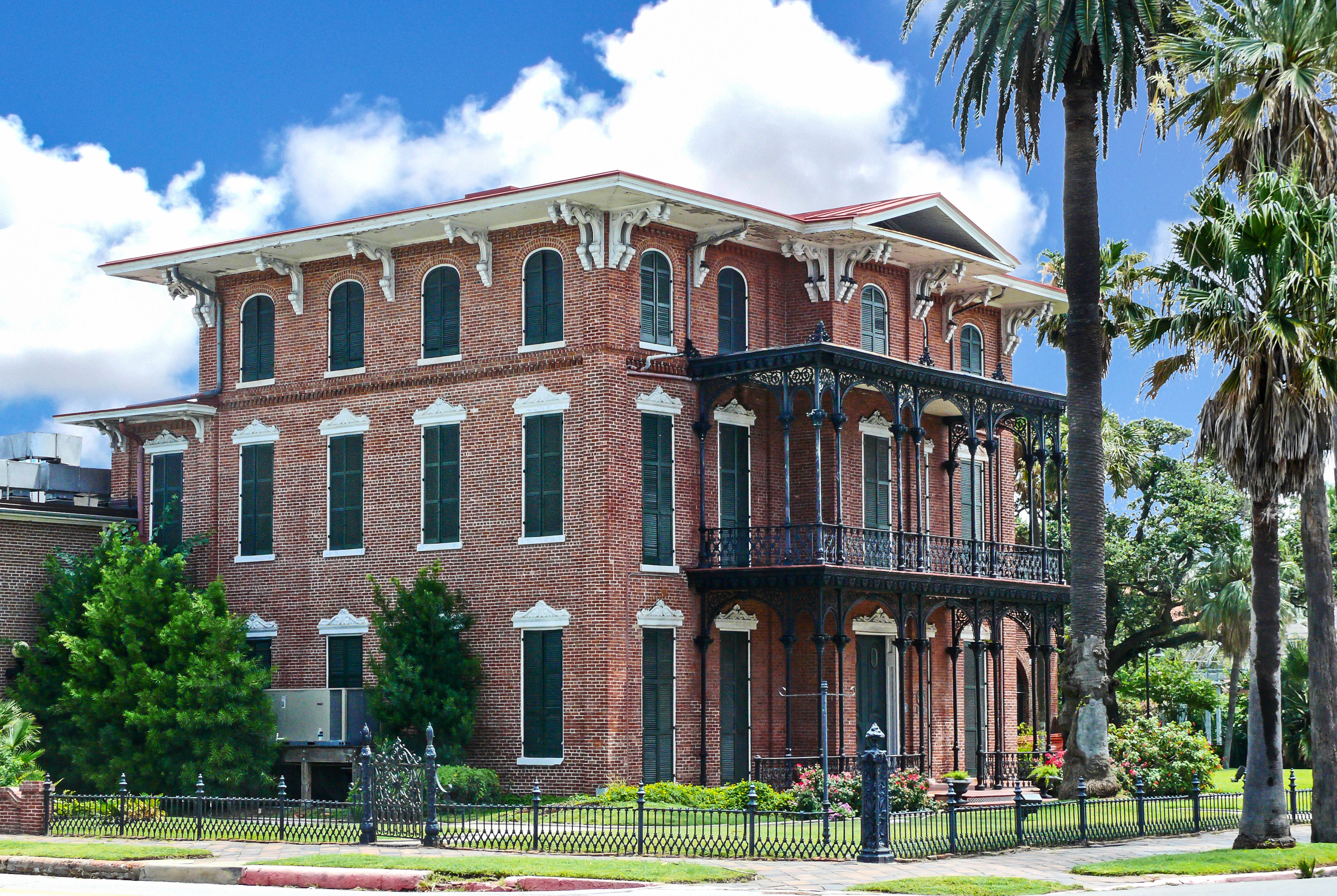
Bild på husets fasad 9 juni 2012.
Bild på huset fasad 9 april 1936.